# كاتلين (نيويورك)
كاتلين (بالإنجليزية: Catlin, New York)‏ هي منطقة سكنية تقع في الولايات المتحدة في مقاطعة تشيمونغ، نيويورك. يقدر عدد سكانها بـ 2,618 نسمة ومساحتها 98.5 كم2 وترتفع عن سطح البحر 503 متر.